# Leptocerus samnata
Leptocerus samnata är en nattsländeart som beskrevs av Schmid 1987. Leptocerus samnata ingår i släktet Leptocerus och familjen långhornssländor. Inga underarter finns listade i Catalogue of Life.